# Somalia94 - Il caso Ilaria Alpi
(Tagline italiana)
Somalia94 - Il caso Ilaria Alpi è un film animato del 2017 scritto, prodotto e diretto dall'animatore Marco Giolo. La pellicola è un mediometraggio direct-to-video non destinato alle sale cinematografiche che narra la storia dei due giornalisti Ilaria Alpi e Miran Hrovatin uccisi a Mogadiscio nel 1994.

## Trama
Il film racconta la storia vera dei due giornalisti Ilaria Alpi e Miran Hrovatin uccisi a Mogadiscio il 20 marzo 1994 mentre stavano indagando su un traffico illegale di armi e rifiuti tossici ai danni dei paesi del terzo mondo. Si raccontano le ultime settimane di vita dei due giornalisti, dei loro spostamenti tra l'Italia e la Somalia, le loro ultime interviste, fino alla commissione d'inchiesta del 2006.

## Produzione
Il film detiene il primato come cartone animato più lungo interamente realizzato da una singola persona. L'opera si propone di ricordare ai più giovani questa storia accompagnandoli a riflettere sul coraggio dei due giornalisti, sul traffico di rifiuti nei paesi del terzo mondo, sugli interessi economici legati alle guerre nel mondo.

## Distribuzione
Il film è stato distribuito in Italia da Dynit il 29 marzo 2017 direttamente in DVD, mentre in Giappone da Japan Italy Films dal 2 novembre 2023. Da maggio 2024 il film è disponibile anche su Prime Video in Regno Unito e Stati Uniti d'America.

## Doppiaggio
Il doppiaggio italiano è stato prodotto dallo studio Animundi e registrato presso il Legend Studio di Roma.
| Personaggio         | Doppiatore             |
| ------------------- | ---------------------- |
| Ilaria Alpi         | Simona Chirizzi        |
| Miran Hrovatin      | Alberto Bognanni       |
| Politico #1         | Alberto Bognanni       |
| Carlo Taormina      | Gianni Quillico        |
| Direttore           | Gianni Quillico        |
| Sultano Bogor       | Francesco De Francesco |
| Ambasciatore        | Francesco De Francesco |
| Caporedattore       | Fabio Gervasi          |
| Politico #2         | Fabio Gervasi          |
| Informatore         | Nanni Venditti         |
| Trafficante         | Nanni Venditti         |
| Giornalista         | Daniela F. Colucci     |
| Politico #3         | Stefano De Filippis    |
| Soldato             | Stefano De Filippis    |
| Pilotta elicottero  | Stefano De Filippis    |
| Speaker Radiofonico | Mario Tagliaferri      |
| Flavio Fusi         | sè stesso              |

Tutti gli attori hanno prestato la loro opera a titolo gratuito.

## Colonna sonora
La colonna sonora è stata composta e arrangiata dallo stesso Marco Giolo e comprende 18 brani di cui 16 inediti e 2 di musica classica. L'Ellens dritter Gesang che si sente all'inizio del film, assieme a tutte le altre tracce vocali contenute nella colonna sonora, rappresentano il primo esempio di musiche in un cartone animato italiano cantate dal Vocaloid.

### Album
Un album è stato pubblicato col titolo Somalia94 - the Ilaria Alpi affair - the original soundtrack il 13 giugno 2019 sotto l'etichetta Studio Lead.

#### Tracce
1. A Flight To Heaven - 4:50
2. Arabian Sunset - 2:13
3. Arpeggiato - 0:42
4. Athmosphere - 1:12
5. Ave Maria (di Franz Schubert) - 1:36
6. Floating - 4:00
7. Ilaria & Miran - 0:32
8. Improvisation - 0:43
9. Suite num. 4 in RE minore HWV 437 (di Georg Friedrich Händel) - 1:44
10. Shadows - 3:52
11. SkyFly - 1:05
12. Stasis - 0:39
13. Suspense - 0:45
14. Thriller - 1:29
15. Somalia 94 - 1:50

## Riconoscimenti
- 2017 - Cartoons on the bay (Panorama Internazionale)
- 2017 - Japan Media Arts Festival (candidatura come miglior cortometraggio animato)
- 2017 - Cartoon Club (candidatura come miglior cortometraggio animato)
- 2018 - Tokyo Anime Award (menzione speciale)
- 2018 - Hiroshima International Animation Festival (Animation For Peace)

## Curiosità
- Il codice 200394 riportato sull'aereo che accompagna i protagonisti in Somalia è un chiaro presagio al loro ultimo giorno di vita.
- Un messaggio in apertura avvisa che il film è stato realizzato in Italia senza lo sfruttamento di manodopera a basso costo dei paesi in via di sviluppo e senza l'utilizzo di fondi pubblici.
- Il film si ispira parzialmente alle vicende raccontate nel libro L'esecuzione di Giorgio e Luciana Alpi, Mariangela Gritta Grainer e Maurizio Torrealta (Kaos edizioni).
- In una scena del film, la voce di uno speaker proveniente dalla radio-sveglia di Ilaria Alpi ricorda la morte del tenente Giulio Ruzzi[7] caduto il 6 febbraio 1994 in un agguato sulla strada Balad-Mogadiscio, e il bersagliere Alessandro Giardina, ferito lo stesso anno accidentalmente da un commilitone e rimasto tetraplegico (muore in Italia nel 2001 a causa delle complicazioni dovute alla ferita riportata).[8]

## Controversie
- Il 22 luglio 2020 il presidente Marcello Foa e l'amministratore delegato della Rai Fabrizio Salini sono stati oggetto di un'interrogazione da parte della Commissione parlamentare per l'indirizzo generale e la vigilanza dei servizi radiotelevisivi atta a determinare le motivazioni del rifiuto della Rai a produrre/promuovere/trasmettere il film d'animazione Somalia94 - Il caso Ilaria Alpi[9]